# Andris Vaņins
Andris Vaņins (Ilūkste, RSS de Letonia, 30 de abril de 1980) es un futbolista letón que juega como guardameta para el F. C. Dietikon de la 1. Liga.

## Trayectoria

### FK Ventspils
Comenzó su carrera futbolística profesional en 1997, cuando sólo tenía 17 años. Su primer club fue el FK Ventspils. En 2003, dejó la Virsliga, firmando un contrato con el FC Torpedo Moscú.

### FC Torpedo Moscú
Tras firmar un contrato de un año en 2003 con el FC Torpedo Moscú, no consiguió integrarse en el primer equipo. Jugar para el equipo reserva no le complació y decidió dejar el equipo.

### FC Moscú
Después de dejar el FC Torpedo Moscú se trasladó a otro equipo de Moscú, esperando que fuera capaz de jugar allí. Vaņins tampoco tuvo suerte aquí, en el FC Moscú sólo jugó en el equipo reserva.

### FK Venta
Tras dos intentos frustrados en Rusia, volvió a Letonia en 2005. El FK Venta le ofreció un contrato, al que Vaņins aceptó. Desafortunadamente, allí tampoco jugó mucho y el club cayó en bancarrota en la segunda mitad de la liga.

### FK Ventspils
Tras el FK Venta, Vaņins estaba en estado de agente libre, mientras el FK Ventspils estaba buscando una nueva firma para la posición de guardameta. Ambas partes se pusieron de acuerdo en un contrato. Vaņins consiguió al final convertirse en portero titular en el club de Ventspils. Jugó allí 3 años, en 2006, 2007 y 2008, siendo nombrado el mejor cancerbero de la Virsliga y futbolista letón del año en 2008. En 2009 comenzó a buscar un club en el extranjero, pero finalmente tuvo que empezar la siguiente liga con el FK Ventspils. En febrero de 2009 fue cedido a los gigantes rusos del Rubín Kazán.

### FC Sion
Cuando jugó una mitad de liga en el FK Ventspils, el FC Sion de la Superliga de Suiza le ofreció un contrato de tres años. Las negociaciones duraron dos días y llegaron a un acuerdo. Actualmente, ha sido el portero titular tras unirse al club. Su debut fue en el 19 de agosto de 2009 contra el Fenerbahçe, y el club perdió 0-2. Fue nombrado mejor arquero de la liga tras la primera y segunda mitad. Vaņins también es el vicecapitán del club. En su primera liga en el FC Sion Vaņins jugó todos los partidos y fue nombrado mejor jugador del FC Sion. El portal suizo sport.ch le nombró el mejor portero de la Super Liga Suiza de la liga 2009-2010. Tras la 2010-2011 Vaņins fue nombrado el mejor jugador del FC Sion por los fanes del club, quienes le dieron un 34% de votos en una encuesta vía Facebook. Tras la liga de 2011 también fue nombrado mejor guardameta de la liga en el "Swiss Golden Player Award".